# 에덴의 동쪽 (영화)
《에덴의 동쪽》(영어: East of Eden)은 엘리아 카잔 감독, 제임스 딘 주연의 색채 시네마스코프 영화이다. 1955년에 제작되었다. 존 스타인벡의 동명의 소설을 원작으로 했다.

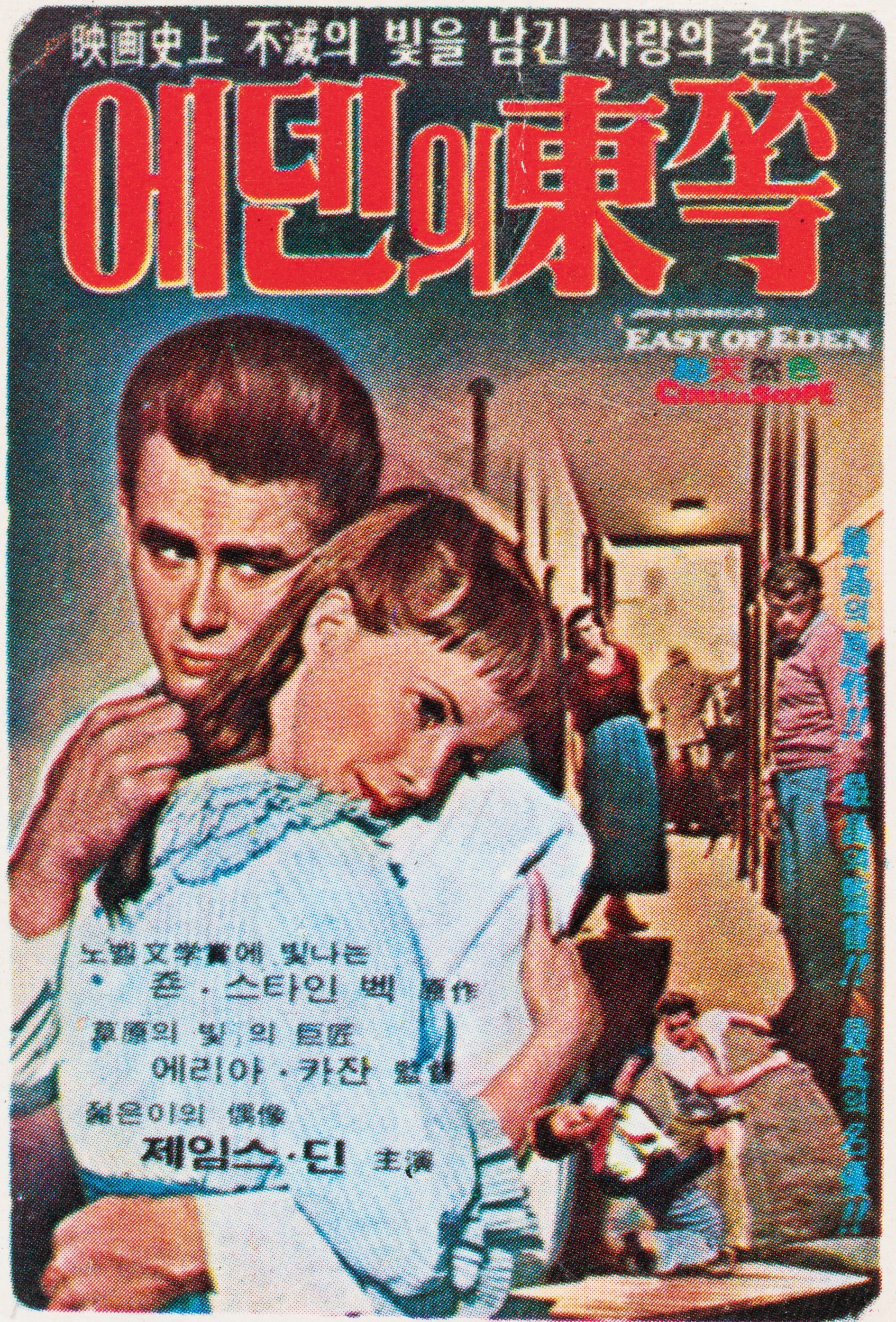
한국 광고카드

## 줄거리
캘리포니아의 농장주인 애덤(레이먼드 맛세이)의 2남 캘(제임스 딘)은 자유분방한 젊은이인데, 아버지가 형만을 신뢰하고 애정을 쏟고 있는 것을 못마땅하게 보면서 형의 약혼자 에브라(줄리 해리스)와 친밀해진다. 이윽고 농장을 위기에서 건져 보려고 변통해 온 5천 달러 때문에 오히려 아버지로부터 꾸중을 듣고서 화가 난 캘은 거리의 술집 여주인이 자기네들 형제의 생모임을 형에게 폭로한다. 충격을 받은 형은 술을 마시고 군대에 입대한다. 이 소동으로 아버지는 졸도하여 반신불수의 몸이 되고, 겨우 캘의 심정을 이해하여 애정으로 맺어진다.

## 출연

### 주연
- 줄리 해리스
- 제임스 딘

### 조연
- 레이몬드 머시
- 벌 아이브스
- 로이스 스미스
- 조 반 플리트
- 리처드 다바로스
- 앨버트 데커
- 해럴드 고든
- 닉 데니스

## 기타
- 원작자: 존 스타인벡
- 미술: 제임스 바세비
- 미술: 말콤 C. 버트
- 의상: 안나 힐 존스톤

## 평가 및 감상
시네마스코프 크기를 고려한 구도와 색채효과가 뛰어나며, 한 젊은이의 고독과 슬픔과 기쁨을 드라마적으로 전개하여 풍성한 정감을 배합해서 그려내었다고 평가되기도 한다.

## 기타
제임스 딘이 처음으로 출연한 영화이다.